# Pterocephalus
Pterocephalus es un género de hierbas o arbustos perteneciente a la antigua familia Dipsacaceae ahora subfamilia de  Caprifoliaceae, comprende 25 especies originarias del Mediterráneo, hasta el centro de Asia, Himalayas, oeste de China, y África tropical. Comprende 70 especies descritas y de estas, solo 3 aceptadas y muchas pendientes de ser aceptadas.

## Taxonomía
El género fue descrito por Vaill. ex Adans. y publicado en Familles des Plantes 2: 152, 595. 1763.
Etimología
Pterocephalus: nombre genérico que deriva del griego πτερον, pteron, que significa "ala o pluma", y κεφαλη, kephale, = "cabeza", en referencia a la forma de las flores que son plumosas.

## Especies
- Pterocephalus afghanicus  (Aitch. & Hemsl.) Aitch. & Hemsl.
- Pterocephalus arabicus  Boiss.
- Pterocephalus brevis  Coult.
- Pterocephalus canus  Coult.
- Pterocephalus depressus  Coss. & Balansa
- Pterocephalus dumetorus  (Brouss.) Coult.
- Pterocephalus frutescens  Hochst. ex A.Rich.
- Pterocephalus fruticulosus  Korovin
- Pterocephalus gedrosiacus Rech.fil.
- Pterocephalus ghahremanii Jamzad
- Pterocephalus glandulissimus  Ponert
- Pterocephalus glandulosissimus  Ponert
- Pterocephalus kermanensis Bornm.
- Pterocephalus khorassanicus Czern.
- Pterocephalus kurdicus  Vatke
- Pterocephalus lasiospermus Link
- Pterocephalus laxus  I.K.Ferguson
- Pterocephalus lignosus  Freyn & Bornm.
- Pterocephalus multiflorus Poech
- Pterocephalus nestorianus Nábelek
- Pterocephalus perennis Coult.
- Pterocephalus persicus Boiss.
- Pterocephalus pinardii Boiss.
- Pterocephalus plumosus (L.) Coult.
- Pterocephalus porphyranthus Svent.
- Pterocephalus pulverulentus Boiss. & Balansa
- Pterocephalus pyrethrifolius  Boiss. & Hohen.
- Pterocephalus sanctus Decne.
- Pterocephalus shepardii Post & Beauverd
- Pterocephalus spathulatus (Lag.) Coult.
- Pterocephalus strictus Boiss. & Hohen.
- Pterocephalus szovitsii Boiss.
- Pterocephalus virens  Webb & Berthel.
- Pterocephalus wendelboi  Rech.fil.